# 블랙 메스
《블랙 매스》(영어: Black Mass)는 2015년 공개된 미국의 전기 범죄 드라마 영화이다. 스콧 쿠퍼가 감독하고 제즈 버터워스와 마크 멀룩이 각본을 썼으며, 2000년 딕 레어, 제라드 오닐이 펴낸 책 "Black Mass: Whitey Bulger, the FBI, and a Devil's Deal"을 원작으로 한다. 앙상블 캐스트로 조니 뎁, 조엘 에저턴, 베네딕트 컴버배치, 케빈 베이컨, 제시 플레먼스, 피터 사즈가드, 로리 코크런, 애덤 스콧, 줄리앤 니컬슨, 다코타 존슨, 코리 스톨이 출연하였다. 영화는 화이티 벌저(조니 뎁 분)가 친구 사이였던 FBI 보스턴 지부 요원 존 코널리(조엘 에저턴 분)와 재회하면서 모종의 거래를 통해 지속해서 범죄를 저질렀던 이야기를 담고 있다.
본 촬영은 2014년 5월 19일부터 보스턴에서 촬영이 시작 되어 2014년 8월 1일 촬영이 종료되었다. 이 영화는 제72회 베네치아 국제 영화제에서 초연되었고, 워너 브라더스 배급으로 2015년 9월 18일 전 세계에 개봉되었다. 대체로 긍정 평가를 받았으며, 제작비 5,300만 달러 대비 총 수익 1억 달러를 벌어들였다.

## 줄거리
1975년 제임스 "화이티" 벌저는 보스턴 남부를 지배하는 범죄 조직 윈터 힐 갱 두목이다. 화이티 벌저 밑에는 오른팔 스티븐 플레미, 신입 케빈 위크스, 청부 살인 업자 조니 마터라노가 있다.
어느 날 화이티 벌저, 매사추세츠주 상원 의장인 동생 윌리엄 "빌리" 벌저와 어려서부터 동네 친구인 FBI 요원 존 코널리가 고향으로 돌아온다. 뉴잉글랜드 패트리아카 패밀리 소속인 노스엔드 기반 앤줄로 브러더스가 영역을 확장하며 패권을 위협하자 화이티 벌저는 존의 정보제공자가 되어 FBI를 이용해 경쟁 세력을 찍어누르는 한편 본인 조직 관리에 필요한 정보를 뜯어낸다.
존의 상사인 FBI 지부장 찰스 맥과이어는 존의 움직임을 미심쩍어 하며 지켜본다. 아내 메리앤도 화이트 벌저에게 영향을 받은 존의 변화를 감지하는데...

## 출연
- 조니 뎁 - 제임스 "화이티" 벌저 역
- 조엘 에저턴 - 존 코널리 역
- 베네딕트 컴버배치 - 윌리엄 "윌리" 벌저 역
- 로리 코크런 - 스티븐 "더 라이플맨" 플레미 역
- 케빈 베이컨 - 찰스 맥과이어 역
- 제시 플레먼스 - 케빈 위크스 역
- 피터 사즈가드 - 브라이언 핼러런 역
- 다코타 존슨 - 린지 시어 역
- 코리 스톨 - 프레드 와이섁 역
- 데이비드 하버 - 존 모리스 역
- 줄리앤 니컬슨 - 메리앤 코널리 역
- 애덤 스콧 - 로버트 피츠패트릭 역
- 브래드 카터 - 존 매킨타이어 역
- W. 얼 브라운 - 조니 마터라노 역
- 주노 템플 - 데버라 허시 역
- 에리카 맥더멋 - 메리 벌저 역
- 빌 캠프 - 존 캘러핸 역
- 제러미 스트롱 - 조시 본드 역 (크레디트 미기재)
- 제임스 루소 - 스콧 개리올라 역 (크레디트 미기재)
- 앤서니 몰리너리
- 알렉산더 쿡

## 기타 제작진
- 총괄 제작: 브렛 래트너, 제임스 패커, 스티븐 므누신
- 분장: 조엘 할로

## 수상 및 후보
| 상                                    | 부문                        | 수상자                   | 결과 |
| ------------------------------------- | --------------------------- | ------------------------ | ---- |
| 인디애나 영화 기자 협회               | 최우수 남우주연상           | 조니 뎁                  | 후보 |
| 새틀라이트상                          | 최우수 작품상               | 블랙 매스                | 후보 |
| 새틀라이트상                          | 영화 부문 최우수 남우주연상 | 조니 뎁                  | 후보 |
| 새틀라이트상                          | 최우수 각본상               | 제즈 버터워스, 마크 멀룩 | 후보 |
| 새턴상                                | 최우수 스릴러 영화상        | 블랙 매스                | 후보 |
| 새턴상                                | 최우수 분장상               | 조엘 할로, 켄 니더바우머 | 후보 |
| 미국 배우 조합상                      | 영화 부문 최우수 남우주연상 | 조니 뎁                  | 후보 |
| 워싱턴 D.C. 에어리어 영화 비평가 협회 | 최우수 남우주연상           | 조니 뎁                  | 후보 |
| 팜스프링스 국제 영화제                | 데저트 팜 업적 연기상       | 조니 뎁                  | 수상 |
| 크리틱스 초이스 영화상                | 최우수 남우주연상           | 조니 뎁                  | 후보 |
| 크리틱스 초이스 영화상                | 최우수 분장상               | 조엘 할로, 켄 니더바우머 | 후보 |

## 사운드트랙
정키 XL이 전곡을 쓴 사운드트랙 앨범이 2015년 9월 11일 워터타워 뮤직에서 발매되었다.

### 곡 목록
1. "Black Mass Opening Title"
2. "Boston Crime Lord"
3. "John Connolly"
4. "Bulger Burial Ground"
5. "My Boy"
6. "Don't Wake Him Up"
7. "You Got Two Minutes"
8. "Aspirin"
9. "No Drugs, No Murder"
10. "I Will Pull the Plug Myself"
11. "When You Wake Up In the Morning"
12. "It's Just the Beginning"
13. "Martorano"
14. "Did You Ever See Whitey Bulger Murder Anyone?"
15. "Thanks to Whitey"
16. "Jimmy and Marianne"
17. "You'll Be Sorry"
18. "Boston Globe"
19. "Valhalla"
20. "Strictly Criminal"
21. "Take Care Kid"